# Adalberto von Savoyen-Genua

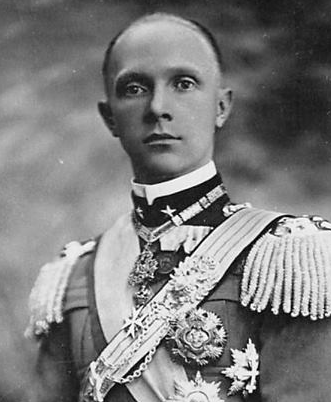
Adalberto von Savoyen-Genua (1929)

Adalberto Luitpoldo Elena Giuseppe Maria von Savoyen-Genua (italienisch Adalberto Luitpoldo Elena Giuseppe Maria di Savoia-Genova; * 19. März 1898 in Turin; † 15. Dezember 1982 ebenda) war ein italienischer Adliger aus dem Hause Savoyen und General.

## Leben

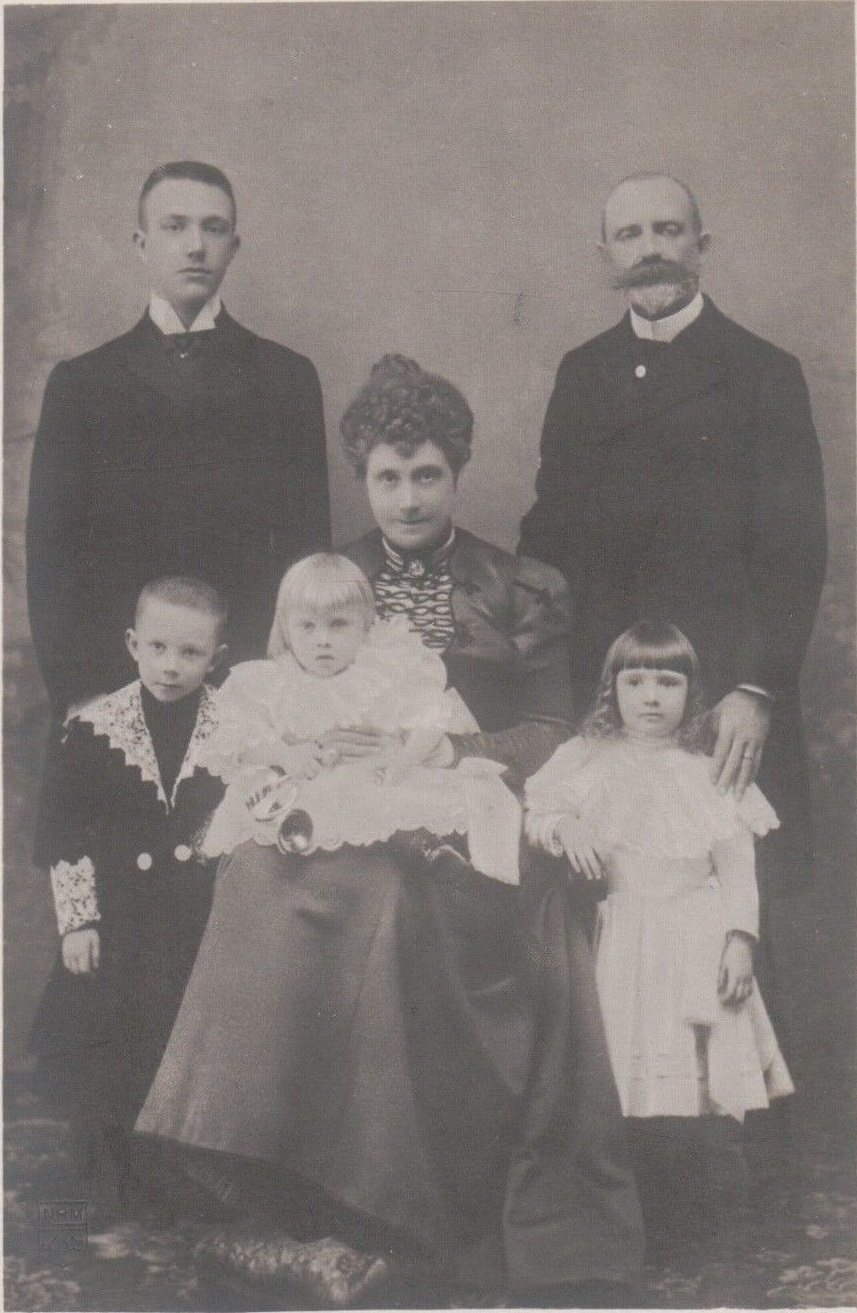
Familienfoto mit Eltern und Geschwistern, 1899

Adalberto von Savoyen-Genua war ein Sohn des Neffen Königs Viktor Emanuel II. bzw. Bruders der Königin Margarethe von Italien, des Herzogs Thomas von Savoyen-Genua (1854–1931), und der Isabella von Bayern (1863–1924). Er wurde als viertes Kind des Ehepaars geboren und hatte noch zwei ältere Brüder, die ältere Schwester Bona Margherita von Savoyen-Genua, sowie eine jüngere Schwester und einen jüngeren Bruder. Sein Bruder Filiberto (1895–1990; Herzog von Pistoia) war ebenfalls General. Seine Brüder Ferdinando (1884–1963; Herzog von Genua) und Eugenio (1906–1996; Herzog von Ancona) waren beide Admiräle.
Am 22. September 1904 wurde ihm von König Viktor Emanuel III. der Titel Herzog von Bergamo verliehen. Er selbst war nie verheiratet und hatte keine Kinder. Der Herzog von Bergamo hatte jedoch eine sehr lange Beziehung zu einer piemontesischen Adeligen, die jedoch wegen der fehlenden Zustimmung von König Umberto II. als Chef des Gesamthauses Savoyen nicht zur Heirat führte.

## Militärlaufbahn
Adalberto von Savoyen-Genua ging als Soldat zur italienischen Armee. Im Ersten Weltkrieg kämpfte er an der Front. Danach fand seine militärische Karriere zwischen Italien und Italienisch-Ostafrika statt. Im Oktober 1924 erfolgte die Beförderung zum Oberstleutnant. Von 1927 bis 1930 besuchte er eine Militärschule für Generalstabsoffiziere. Im März 1929 wurde er Oberst. Er kommandierte von 1931 bis 1934 das 3. Kavallerieregiment Savoia Cavalleria. Am 1. März 1934 wurde er zum Brigadegeneral befördert. Er war 1934 bis 1935 Kommandeur der 6. Infanteriebrigade. Vom September 1935 bis zum Februar 1936 war er stellvertretender Divisionskommandeur der 24. Infanteriedivision Gran Sasso im Abessinienkrieg. Er wurde im Februar 1936 zum Generalmajor ernannt. Er bekam mit der Beförderung zunächst das Kommando der 24. Infanteriedivision Gran Sasso. Im Juli 1936 folgte das Kommando der 58. Infanteriedivision Legnano. Am 15. März 1938 erfolgte seine Beförderung zum Generalleutnant. Er bekam später bis zum 10. September 1939 das Kommando über das 3. Korps Milano. Am 14. Dezember 1939 ernannte man ihn zum General. Als Italien in den Zweiten Weltkrieg eintrat, wurde er Kommandeur der 8. Armee  und 1943 der 7. Armee.
Er ist in der Königskrypta der Basilika von Superga begraben.